# Ibn al-Zybayr
Ibn al-Zybayr (Ronda, 1261 - id., 1308) est un poète et historien. Il est l'auteur d'une Histoire de l'Espagne[réf. nécessaire] qui ne nous est pas parvenue.